# Les Experts : Vegas
Pour les articles homonymes, voir CSI et Vegas.
Les Experts : Cyber
Les Experts : Vegas (CSI: Vegas) est une série télévisée policière américaine en 41 épisodes de 42 minutes développée par Jason Tracey et diffusée entre le 6 octobre 2021 et le 19 mai 2024 sur le réseau CBS et en simultané sur le réseau Global au Canada.
Cette série est diffusée au Québec depuis le 21 février 2022 sur Séries Plus, en Belgique francophone depuis le 4 mars 2022 sur RTL TVI, en France depuis le 1er décembre 2022 sur Paramount+ puis sur TF1 le 30 octobre 2024 et en Suisse romande depuis le 21 avril 2022 sur RTS 1. Elle est inédite dans tous les autres pays francophones.
C'est la 5e série de la franchise Les Experts, et c'est également une suite directe à la toute première série de cette franchise, Les Experts (CSI), diffusée entre 2000 et 2015.
William Petersen, Wallace Langham, Paul Guilfoyle, Marg Helgenberger, Eric Szmanda et Jorja Fox y reprennent leurs rôles qu'ils interprétaient dans la série originale. Des nouveaux personnages apparaissent et sont incarnés par Paula Newsome, Matt Lauria, Mel Rodriguez et Mandeep Dhillon.

## Synopsis
Six ans après les événements survenus au casino Eclipse, appartenant à Catherine Willows, une crise menace la crédibilité et l'existence même du laboratoire de la police scientifique de Las Vegas. Toute cette remise en question pourrait engendrer la libération de centaines de criminels. L'équipe d'experts scientifiques va alors se tourner vers d'anciens membres, pour tenter de sauver la réputation du laboratoire. Maxine Roby, désormais à la tête du laboratoire, fait ainsi appel à Sara Sidle et Gil Grissom, dont le retour est motivé par l'agression subie par leur ami Jim Brass.

## Distribution

### Acteurs principaux
- Paula Newsome (VF : Virginie Emane) : Maxine « Max » Roby, cheffe du Las Vegas Crime Lab
- Matt Lauria (VF : Jim Redler) : Joshua « Josh » Folsom, enquêteur de niveau 3
- Mandeep Dhillon (en) (VF : Caroline Mozzone) : Allie Rajan, enquêtrice de niveau 2
- Mel Rodriguez (VF : Patrice Dozier) : Dr Hugo Ramirez, médecin examinateur en chef (saison 1)
- Marg Helgenberger (VF : Emmanuèle Bondeville) : Catherine Willows (saisons 2 et 3)
- Jay Lee (VF : Hugo Brunswick) : Christopher « Chris » Park (saisons 2 et 3, récurrent saison 1)
- Lex Medlin (en) (VF : Eric Marchal) : Beau Finado, enquêteur de niveau 1 (saisons 2 et 3)
- Ariana Guerra (VF : Esthèle Dumand) : Serena Chavez, détective de police (saisons 2 et 3)[5]

### Acteurs récurrents
- Chelsey Crisp (VF : Flora Brunier) : Emma Hodges (saison 1)
- Jamie McShane (VF : Ali Guentas) : Anson Wix (saison 1)
- Sarah Gilman (VF : Charlyne Pestel) : Penny Gill
- Sean James (VF : Mohad Sanou) : l'inspecteur Will Carson
- Kat Foster (en) (VF : Barbara Beretta) : l'inspectrice des Affaires Internes Nora Cross
- Robert Curtis Brown (VF : Guy Chapellier) : le shérif-adjoint Cade Wyatt
- Luke Tennie (VF : Jean-Michel Vaubien) : Bryan Roby
- Kathleen Wilhoite (VF : Frédérique Tirmont) : Dr Diane Auerbach (saison 2)
- Sara Amini (VF : Ségolène Alunni) : Dr Sonya Nikolayevich (saison 2)
- Joel Johnstone (VF : Rémi Caillebot) : Jack Nikolayevich (saison 2)
- Sherri Saum (VF : Jessica Jaouiche) : Jodi Wallach (saison 2)
- Katie Stevens : Lindsey Willows, fille de Catherine (saison 2)
- Derek Webster (VF : Frantz Confiac) : Dr Milton Hudson (saison 2)
- Rob Morgan (VF : Rody Benghezala) : Daniel Jordan (saison 2)
- Eric Szmanda (VF : Benjamin Boyer) : Greg Sanders (saison 2)
- J.P. Manoux (VF : Xavier Béja) : Gene Farrow (saison 2)
- Reggie Lee : Sheriff Zhao (saison 3)

### Anciens acteurs venant desExperts
- Jorja Fox (VF : Laurence Dourlens) : Sara Sidle (saison 1)
- William Petersen (VF : Stefan Godin) : Gilbert « Gil » Grissom (saison 1)
- Paul Guilfoyle (VF : François Dunoyer) : James « Jim » Brass (saison 1, 2 épisodes)
- Wallace Langham (VF : Jérémy Prévost) : David Hodges (saison 1, 4 épisodes)
- Eric Szmanda (VF : Benjamin Boyer) : Greg Sanders (saison 2, 3 épisodes)
Version française
  - Studio de doublage : Libra Films[6]
  - Direction artistique : François Dunoyer
  - Adaptation : Guérine Régnaut, Mirentxu Pascal d'Audaux et Jonathan Amram

 Source et légende : version française (VF) sur RS Doublage

## Production

### Genèse et développement
Lors de la diffusion du double épisode finale des Experts en 2015, le créateur de la série Anthony E. Zuiker évoque le futur possible des personnages « Grissom et Sara… seraient toujours à naviguer sur les océans, à sauver l'environnement, auraient des enfants, et ils consacreraient leur vie à l'amélioration de l'humanité… Catherine dirigerait toujours le laboratoire du crime. Brass prendrait probablement sa retraite… et DB travaille probablement dans le secteur privé à Washington D.C. Et je pense que tous ces personnages auraient encore le pied dans l'eau du crime ». Peu après l'annulation de Les Experts : Cyber en 2016, dernière série de la franchise, il est révélé que les producteurs sont ouverts à une relance de la franchise. Glenn Geller, président de l'époque de CBS Entertainment, déclare « Nous sommes incroyablement fiers de tous les shows CSI. Cela pourrait revenir dans une autre incarnation. » En février 2020, il est annoncé qu'une suite aux Experts est évoquée, avec Jason Tracey, Jerry Bruckheimer et Jonathan Littman à la production déléguée. En août 2020, il est annoncé que le projet, baptisé CSI: Vegas, est toujours d'actualité avec le retour de certains acteurs vedettes des Experts. William Petersen est annoncé également comme producteur.
En mars 2021, CSI: Vegas est officiellement commandée. Uta Briesewitz réalise le pilote. Le premier épisode est diffusé le 6 octobre 2021 sur CBS.
Le 15 décembre 2021, CBS renouvelle la série pour une seconde saison après une première saison de dix épisodes. William Petersen et Jorja Fox n'apparaitront pas dans cette deuxième salve.
Le 21 février 2023, la série est renouvelée pour une troisième saison.
Le 19 avril 2024, la série est annulée après trois saisons, malgré des audiences en hausse mais qui restent faibles par rapport à d'autres programmes de la chaine. 

### Attribution des rôles
En février 2020, il est annoncé que deux acteurs principaux des Experts, William Petersen et Jorja Fox, sont en négociation pour reprendre leurs rôles respectifs de Gil Grissom et Sara Sidle. En août 2020, alors que ces négociations se poursuivent, cinq nouveaux personnages sont annoncés. En février 2021, Paula Newsome, Matt Lauria et Mel Rodriguez sont confirmés. Ces deux derniers étaient déjà apparus dans la franchise mais dans des rôles différents.
Mandeep Dhillon rejoint la série en mars 2021. Wallace Langham est ensuite annoncé pour reprendre son rôle de David Hodges. William Petersen et Jorja Fox sont alors officiellement confirmés dans la série. En mai 2021, Jamie McShane est annoncé dans un rôle récurrent alors que Paul Guilfoyle reprendra son rôle de Jim Brass dans deux épisodes. En septembre 2021, Anthony E. Zuiker laisse entendre que plusieurs autres personnages des Experts pourraient apparaître dans cette nouvelle série.
Après l'annonce en décembre 2021 du renouvellement de la série pour une seconde saison, il est révélé que William Petersen ne sera pas de retour.
Le 26 janvier, Jorja Fox annonce elle aussi quitter la série après le départ de son partenaire William Petersen.
Le 14 février 2022, Marg Helgenberger, qui interprétait Catherine Willows dans la série originale, sera de retour dans la série dérivée pour la saison 2 en tant que personnage régulier.
Le 15 décembre 2022, Eric Szmanda, qui interprétait Greg Sanders dans la série originale, sera de retour dans la saison 2 pour au moins un épisode.

### Tournage
En août 2020, il est annoncé que le tournage débutera à l'automne 2020, mais cela est rendu impossible en raison des restrictions liées à la pandémie de Covid-19. En janvier 2021, il est annoncé que les prises de vues débuteront courant 2021. Le tournage débute finalement le 4 mai 2021 et se déroule jusqu'au 4 novembre 2021, à Los Angeles.

## Épisodes

### Première saison (2021)
La première saison est diffusée du 6 octobre au 8 décembre 2021.
1. Retour à Las Vegas (Legacy)
2. Noces funèbres (Honeymoon in Vegas)
3. Sous le masque (Under the Skin)
4. Un corps, un cochon et des aromates (Long Pig)
5. Que tombent les jetons (Let the Chips Fall)
6. Clownesque ou funeste ? (Funhouse)
7. Pur-sang (In the Blood)
8. Le Meurtre du tueur (Pipe Cleaner)
9. Se brûler les ailes (Waiting in the Wings)
10. La Vérité l'emporte (Signed, Sealed, Delivered)

### Deuxième saison (2022-2023)
Le 16 décembre 2021, CBS renouvelle la série pour une deuxième saison. Elle est marquée par le départ de William Petersen et celui de Jorja Fox. Elle est marquée également par le retour de Marg Helgenberger. La saison est diffusée du 29 septembre 2022 au 18 mai 2023.
En Belgique, les épisodes 1 à 13 sont diffusés du 5 mai au 16 juin 2023.
1. Elle n'est plus là (She's Gone)
2. Une maison vraiment hantée (The Painted Man)
3. Histoire d'un fusil (Story of a Gun)
4. Koala (Koala)
5. Sur le sentier de la mort (In Harm's Way)
6. De sang glacial (There's the Rub)
7. Incendie vengeur (Burned)
8. Une touche de grâce (Grace Note)
9. Dans la pièce blanche (In the White Room)
10. Globes oculaires (Eyeballs)
11. Bracelet souvenir (Trinket)
12. Quand la poussière retombe (When the Dust Settles)
13. Découverte majeure (Boned)
14. La Troisième fois sera la bonne (Third Time's the Charm)
15. Suie et poussière (Ashes, Ashes)
16. Tout le monde tombe (We All Fall Down)
17. La Promesse (The Promise)
18. C'est de la bombe (Fractured)
19. Une vie d'horreur (Dead Memories)
20. Vague de pistaches (Shell Game)
21. Paroles d'un mourant (Dying Words)

### Troisième saison (2024)
Le 21 février 2023, la série est renouvelée pour une troisième saison. Elle est diffusée depuis le 18 février 2024.
1. La Faucheuse (The Reaper)
2. Cicatrice (Scar Tissue)
3. La Guerre des sosies (Rat Packed)
4. Bien-être et santé (Health and Wellness)
5. Automatisation (It Was Automation)
6. Radiations (Atomic City)
7. Drôles de coïncidences (Coinkydink)
8. Tout un art (The Artist is Present)
9. Crime magnétique (Heavy Metal)
10. Au fond du tunnel (Tunnel Vision)

## Accueil
La plus grosse audience de la série est le cinquième épisode de la troisième saison avec une audience de 4,56 millions de téléspectateurs. 
La plus faible audience de la série est le quatorzième épisode de la deuxième saison avec une audience de 2,93 millions de téléspectateurs.
- La première saison a été vue par une moyenne de 6,80 millions de téléspectateurs en J+7, ce qui la place en 30e position des séries les plus vues de l'année aux États-Unis[36].
- La deuxième saison a été vue par une moyenne de 5,66 millions de téléspectateurs à J+7, ce qui la place en 36e position des séries les plus vues de l'année aux États-Unis[37].
- La troisième saison a été vue par une moyenne de 6,15 millions de téléspectateurs à J+7, ce qui la place en 30e position des séries les plus vues de l'année aux États-Unis[38].

## DVD
- États-Unis :
  - CSI: Vegas - Season One est sortie le 14 novembre 2022 (ASIN B09MYSS2MQ)
  - CSI: Vegas - Season Two est sortie le 22 août 2023 (ASIN B0C8P8TZ3B)
  - CSI: Vegas - The Final Season sortira le 3 septembre 2024 (ASIN B0DB7L614R)

- France :
  - Les Experts: Vegas Intégrale - Saison 1 est sortie le 21 juin 2023 (ASIN B0BXB2H9VV)